# Каборе, Гастон
Гастон Каборе (фр. Gaston Kaboré; род. 23 апреля 1951, Бобо-Диуласо) — буркинийский режиссёр, сценарист, педагог и деятель кино. 

## Биография
Учился во Франции. После успешного окончания Сорбонны, где он специализировался на исследовании проблем колониализма, поступил в Париже в Высшую школу кинематографических исследований (École supérieure d'études cinématographiques). Начиная с 1977 года, после возвращения на родину,  занимался организацией кинематографа и преподаванием. Находился на ряде ответственных постов, в том числе технического советника и руководителя департамента кино при министерстве информации и культуры, директора Национального киноцентра. Также принимал участие в организации Межафриканского консорциума по кинопрокату, а также Межафриканского центра по производству фильмов. Неоднократно избирался генеральным секретарём Панафриканской федерации кинематографистов, находясь в этой должности в сумме около 10 лет.  
После возвращения из Франции занимался и съёмками, начав с короткометражных фильмов, в которых затрагивал темы посвящённые культуре и обществу страны («Дерево по названию „Карете“», «Масличное дерево», «Африканская ночь», «Тур Фасо», «Мадам Хадо»). Первой работой в области полнометражного художественного кино «Дар божий» («Уенд Кууни»), снятый им по собственному сценарию в 1982 году. В 1988 году его фильм «Зан Боко» завоевал приз «Серебряная Танит» на Карфагенском международном кинофестивале. Он посвящён проблемам урбанизации Африки и сохранению в этом процессе фоне традиционных культурных ценностей. Бережное отношение к местным традициям и приобщению к ним будущих поколений затрагивается в гуманистическом фильме «Раби» (1992). В 1997 году его фильм «Бууд Яам» был удостоен главного приза XV Международного кинофестиваля в Уагадугу. Он был отмечен критикой и с успехом демонстрировался не только в Африке, но и в Европе. По словам российского киноведа Анатолия Шахова, фильмы Каборе выделяются «добротой, лиризмом и уважением к обычаям и устоям сформировавшего его общества, в значительной мере основаны на традициях устного народного творчества». Режиссёр стремится «уловить и высветить взаимосвязь различных исторических времён и эпох». 
Был членом жюри Венецианского кинофестиваля 1994 года, Каннского кинофестиваля 1995 года и Берлинале 2009 года.

## Избранная фильмография
- 1982 — «Дар божий» («Уенд Кууни») / Wend Kuuni
- 1986 — «Зан Боко» / Zan Boko
- 1992 — «Раби» / Rabi
- 1995 — «Люмьер и компания» / Lumière et Compagnie
- 1995 — «Бууд Ям» / Buud Yam